# Rudy Galindo
Pour les articles homonymes, voir Galindo (homonymie).
Val Joe "Rudy" Galindo, né le 7 septembre 1969 à San José (Californie), est un patineur artistique américain. Il est médaillé de bronze aux Championnats du monde de patinage artistique 1996 et remporte le titre mondial junior en 1987 ainsi que le titre national en 1996.
Galindo est également un patineur en couple, avec Kristi Yamaguchi, décrochant le titre aux championnats du monde junior de 1988 (où elle gagne également le titre en simple), et aux championnats de patinage artistique des États-Unis en 1989 et 1990.

## Palmarès

### En individuel
| Compétitions principales      | 1985    | 1986    | 1987    | 1988    | 1989    | 1990    | 1991    | 1992    | 1993    | 1994    | 1995    | 1996    |  |  |
| Jeux olympiques d'hiver       |         |         |         |         |         |         |         |         |         |         |         |         |  |  |
| Championnats du monde         |         |         |         |         |         |         |         |         |         |         |         | 3e      |  |  |
| Championnats des États-Unis   |         |         | 8e      | 10e     | F       | F       | 11e     | 8e      | 5e      | 7e      | 8e      | 1er     |  |  |
| Championnats du monde juniors | 3e      | 2e      | 1er     |         |         |         |         |         |         |         |         |         |  |  |
|                               |         |         |         |         |         |         |         |         |         |         |         |         |  |  |
| Autre compétition             | 1984/85 | 1985/86 | 1986/87 | 1987/88 | 1988/89 | 1989/90 | 1990/91 | 1991/92 | 1992/93 | 1993/94 | 1994/95 | 1995/96 |  |  |
| Coupe d'Allemagne             |         |         |         |         |         |         |         |         |         | 4e      |         |         |  |  |
| Légende : F= Forfait          |         |         |         |         |         |         |         |         |         |         |         |         |  |  |

### En couple artistique
Avec sa partenaire Kristi Yamaguchi
| Compétitions principales      | 1986    | 1987    | 1988    | 1989    | 1990    |  |  |  |  |  |  |  |  |  |
| Jeux olympiques d'hiver       |         |         |         |         |         |  |  |  |  |  |  |  |  |  |
| Championnats du monde         |         |         |         | 5e      | 5e      |  |  |  |  |  |  |  |  |  |
| Championnats des États-Unis   |         | 5e      | 5e      | 1er     | 1er     |  |  |  |  |  |  |  |  |  |
| Championnats du monde juniors | 5e      | 3e      | 1er     |         |         |  |  |  |  |  |  |  |  |  |
|                               |         |         |         |         |         |  |  |  |  |  |  |  |  |  |
| Autres compétitions           | 1985/86 | 1986/87 | 1987/88 | 1988/89 | 1989/90 |  |  |  |  |  |  |  |  |  |
| Skate America                 |         | 5e      |         |         | 2e      |  |  |  |  |  |  |  |  |  |
| Trophée NHK                   |         |         |         | 3e      | 4e      |  |  |  |  |  |  |  |  |  |
|                               |         |         |         |         |         |  |  |  |  |  |  |  |  |  |